# Paul Biste
Paul Biste (* 4. September 1925 in Karbitz; † 15. Oktober 2012) war ein deutscher Jazz- und Unterhaltungsmusiker (Altsaxophon, Klarinette, Arrangement, Komposition). 

## Leben und Wirken
Biste lernte als Jugendlicher in Breslau Klavier und Klarinette. Nach Ableistung des Wehrdienstes spielte er ab 1946 in München in der Gamelan Combo und anderen Gruppen, 1948 arbeitete er bei Joe Wick. Zwischen 1949 und 1952 gehörte er zum Orchester von Kurt Edelhagen, mit dem es zu ersten Aufnahmen kam. Er arbeitete dann freischaffend als Arrangeur und Musiker in Frankfurt, wo er unter anderem mit Fritz Schulz-Reichel auftrat. 1965 zog er nach Köln, wo er auch ein eigenes Studio-Orchester leitete, mit dem er mehrere Alben im Popbereich einspielte. Er begleitete auch Musiker wie Heino, Olivia Molina, Peter Kraus, Paola oder das Hellberg-Duo. Er arrangierte sowohl im Bereich der Unterhaltungsmusik als auch des Jazz. Jürgen Wölfer zufolge gelten einige seiner Kompositionen und Arrangements für Edelhagen „als Meilensteine des frühen deutschen Big-Band-Jazz.“

## Lexikalische Einträge
- Jürgen Wölfer: Jazz in Deutschland. Das Lexikon. Alle Musiker und Plattenfirmen von 1920 bis heute. Hannibal, Höfen 2008, ISBN 978-3-85445-274-4.